# Facultad de Ciencias Médicas de la Universidad de San Carlos de Guatemala
La Facultad de Ciencias Médicas es una de las diez facultades que conforman la Universidad de San Carlos de Guatemala. Fundada en 1681, es la más antigua de las facultades de dicha universidad y actualmente el centro de enseñanza superior de Medicina más grande e importante de Guatemala
Su sede principal es desde 2001 el Centro Universitario Metropolitano, ubicado en Ciudad de Guatemala, luego de salir de la Ciudad Universitaria por cuestión de espacio físico ya que la facultad es una de las más pobladas de la Usac.

## Historia

### Primera época: Real y Pontificia Universidad de San Carlos Borromeo

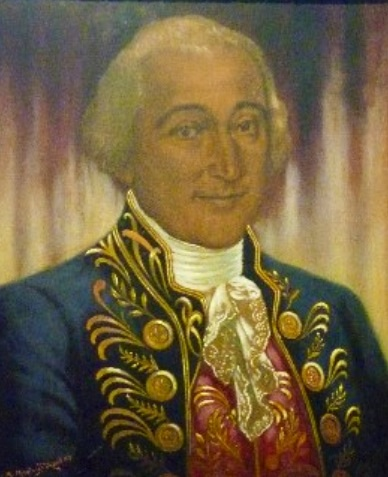
Doctor José Felipe Flores.

El 31 de enero de 1676 fue autorizada la fundación de la Real Universidad de San Carlos Borromeo y cuatro años más tarde comenzó sus actividades la Facultad de Medicina, el 20 de octubre de 1681. El 2 de septiembre de 1717 se graduó el primer médico guatemalteco, el doctor Vicente Ferrer González, pero tuvieron que pasar dieciséis años para que se graduara el segundo médico, el doctor José de Medina, quien se graduó el 26 de noviembre de 1733.
En 1770 se instituyó la Cátedra Prima, mientras que el destacado estudiante José Felipe Flores fue el último bachiller en Medicina graduado en la ciudad de Santiago de los Caballeros de Guatemala, el 20 de febrero de 1773. Recién graduado, fue llamado por el Ayuntamiento de la arruinada ciudad luego de los Terremotos de Santa Marta en julio de 1773 para combatir la epidemia de tifo que se desató entre los habitantes más pobres de la ciudad que se habían refugiado en las montañas luego de los terremotos. Esta epidemia de Tifus exantemático epidémico se inició a finales de 1773, y se extendió hasta junio del año siguiente.
El doctor José Felipe Flores recibió su grado el 4 de mayo de 1780, más de cuarenta años después que el doctor . de Medina, e inmediatamente implementó exitosamente un programa de inoculación para combatir la epidemia de viruela que afectó a la Nueva Guatemala de la Asunción en junio de 1780, y posteriormente orientó la reforma de la enseñanza médica, introduciendo las ciencias básicas con énfasis en Filosofía y Anatomía y el recurso de figuras de cera inventadas por él como modelos y demostraciones en el Hospital San Juan de Dios; Flores estuvo a cargo de la Cátedra Prima de Medicina con la ayuda de su amigo Liendo y Goicoechea, aunque con apenas menos de diez alumnos.
Para el aprendizaje de la física y de la fisiología animal, Flores también construyó electróforos y electromagnetos a base de dos platos montados en columnas de cristal; asimismo, contribuyó en la óptica con unos lentes de su invención.
Antes de finalizar el siglo xviii se graduó solamente un médico más: el doctor venezolano Narciso Esparragosa y Gallardo el 25 de noviembre de 1794. Esparragosa y Gallardo, fue el primer médico anatómico de la Real y Pontificia Universidad de San Carlos Borromeo, nombramiento concedido por Cédula del Rey Carlos IV.
La Real y Pontificia Universidad de San Carlos Borromeo graduó solamente a siete profesionales más antes de ser clausurada por la Independencia de Centroamérica en 1821:
| Nombre                  | Fecha de graduación    | Especialidad                      |
| ----------------------- | ---------------------- | --------------------------------- |
| Pedro Molina Mazariegos | 11 de agosto de 1802   | Cirugía latina                    |
| Cirilo Flores           | 16 de octubre de 1806  | Cirugía latina                    |
| Mariano Ramón Portillo  | 9 de noviembre de 1806 | Cirugía latina                    |
| Juan Fornos             | 14 de agosto de 1811   | Cirugía romansista Cirugía latina |
| José María Velasco      | 3 de diciembre de 1814 | Cirugía latina                    |
| José Esquivel           | 3 de diciembre de 1814 | Cirugía latina                    |
| Quirino Flores          | 8 de enero de 1816     | Cirugía latina                    |

### Cuarta época: Escuela Facultativa de Medicina y Farmacia

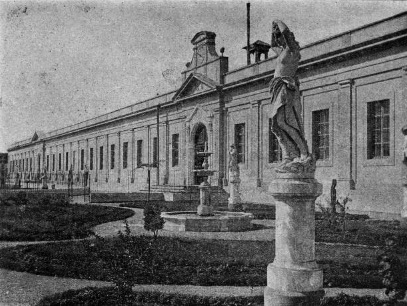
Edificio de la Escuela Facultativa de Medicina y Farmacia del Centro en 1895. Fotografía de El Educacionista.

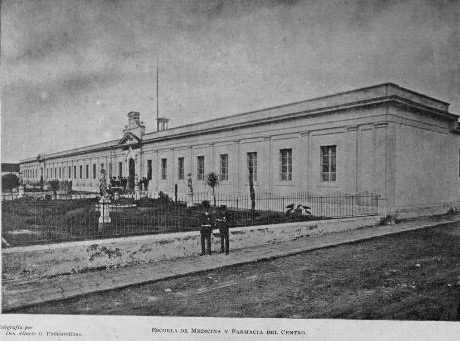
Edificio de la Escuela Facultativa de Medicina y Farmacia del Centro en 1896. Fotografía de Alberto G. Valdeavellano.

Durante la reforma liberal de 1871, fue clausurada la Facultad de Medicina junto con la Pontificia Universidad de San Carlos. Las actividades de educación superior se iniciaron nuevamente en 1875 con un plan de estudios de cinco años en la nueva Escuela Facultativa de Medicina y Farmacia del Centro de la Universidad Nacional de Guatemala, nueva entidad educativa de carácter laico que sustituyó a la universidad católica. 
Originalmente estuvo en el colegio que fue expropiado a los Paulinos, cuya administración ejecutiva pasó en 1873 a la Escuela Normal para Varones y en 1879 a la de la Facultad de Ciencias Médicas.  Un nuevo edificio fue construido al estilo de finales del siglo XIX y en cuya edificación se tuvieron en cuenta las leyes del arte sin descuidar la estética.
Para 1896, la Facultad de Medicina era considerada como una de las mejores en su clases en América Latina, tanto por sus elementos científicos como por las comodidades que ofrecía su edificio, localizado en ese entonces en el antiguo colegio clerical que el arzobispo de Guatemala Francisco de Paula García y Peláez inauguró en la segunda avenida sur, entre la 12.a y 13.a calles del Centro Histórico de la Ciudad de Guatemala en 1868 y que fuera expropiado por el gobierno liberal de Justo Rufino Barrios en 1875. Originalmente utilizado para albergar la Escuela Normal para Varones en 1877, el edificio fue destinado a la Escuela Facultativa de Medicina en 1879, cuando la Escuela Normal fue trasladada a las instalaciones del Instituto Nacional Central para Varones; la Escuela de Medicina hasta ese momento había sido parte de la extinguida Pontificia Universidad de San Carlos.
En 1880 se inauguró oficialmente la Escuela de Medicina en su nuevo local y se publicó la primera revista científica de la institución, la Unión Médica; el decano de la Escuela en ese entonces era el Dr. Joaquín Yela. El edificio era de un solo piso y en el frente tenía un jardín rodeado de verjas de hierro y adornado con tres fuentes de cemento y mármol y doce artísticas estatuas alegóricas, también de mármol; considerado una de las mejores estructuras de la Ciudad de Guatemala, el edificio contaba con dos puertas principales y un reloj público. La Facultad contaba con un Salón de Actos -lujosamente adornado y que tenía pinturas de retratos de guatemaltecos notables-, un Museo Zoológico -que contaba con una colección de casi seis mil especies de la fauna guatemalteca en su mayoría-, una amplia biblioteca con un poco más de dos mil volúmenes, laboratorio de Bacteriología e Histología, un anfiteatro anatómico y un gabinete de Física con numerosos aparatos de experimentación.
En 1887 se estableció el internado en el Hospital General San Juan de Dios, combinando el servicio y la enseñanza; las clínicas de medicina general, cirugía y obstetricia se daban en dicho centro hospitalario. En 1895, se creó el anexo de la Escuela de Comadronas, que contaba con todo el equipo necesario para el estudio de la obstetricia.
El prestigio de la Escuela era tan alto, que asistían a sus clases estudiantes de todas las repúblicas de América Central y de México; en 1896 contaba con ciento siete estudiantes de los cuales cincuenta y cuatro eran de Guatemala, cinco de El Salvador, ocho de Honduras, quince de Nicaragua, tres de Costa Rica y uno de México. Además, contaba com veintiún docentes, tres ayudantes de cátedra y publicaba la revista La Escuela de Medicina.

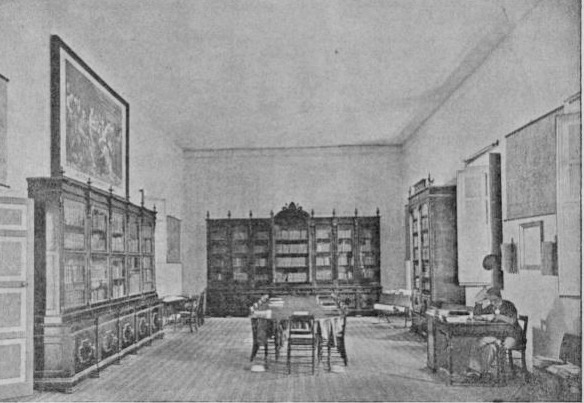
Biblioteca
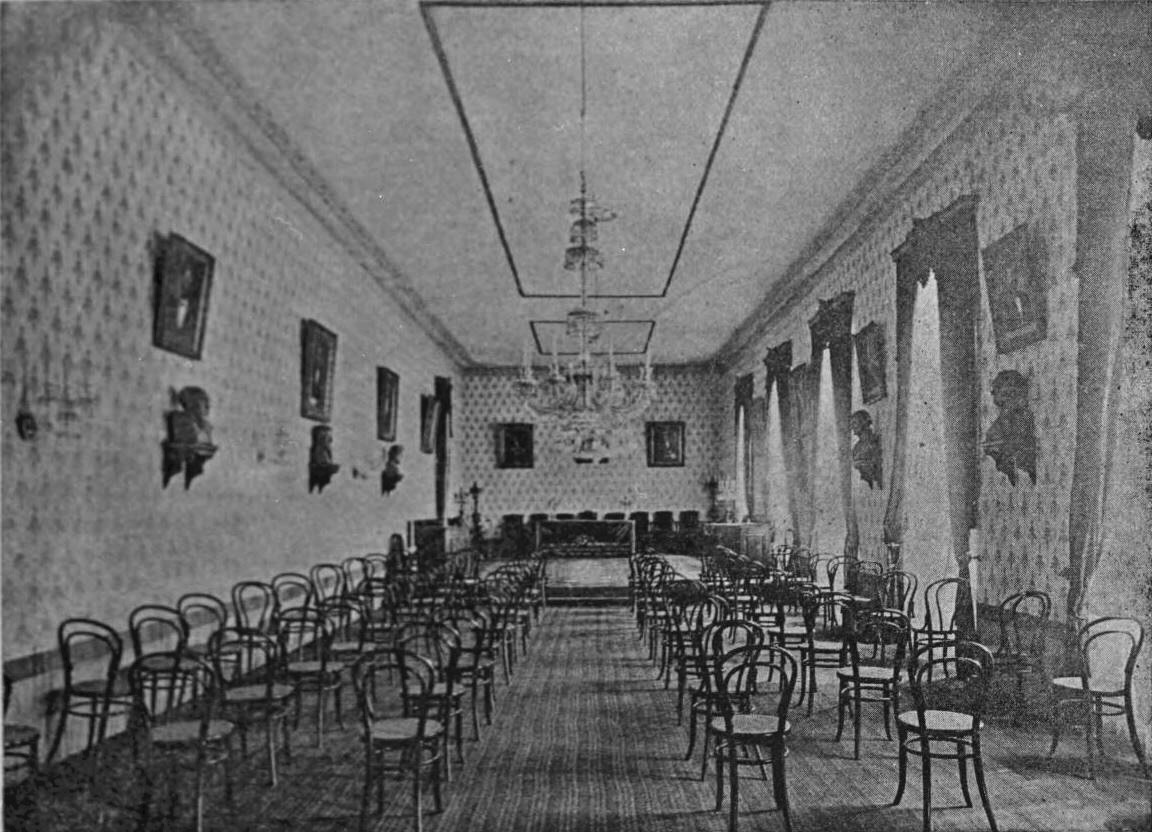
Salón de actos
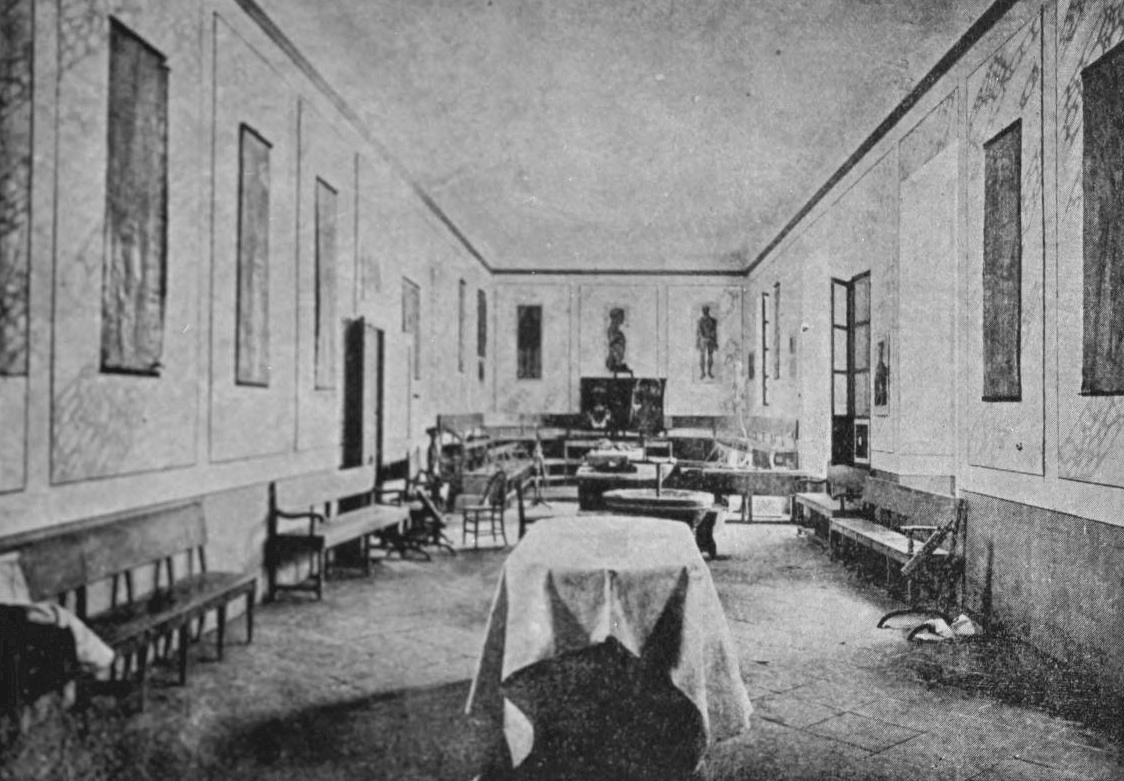
Sala disecciones
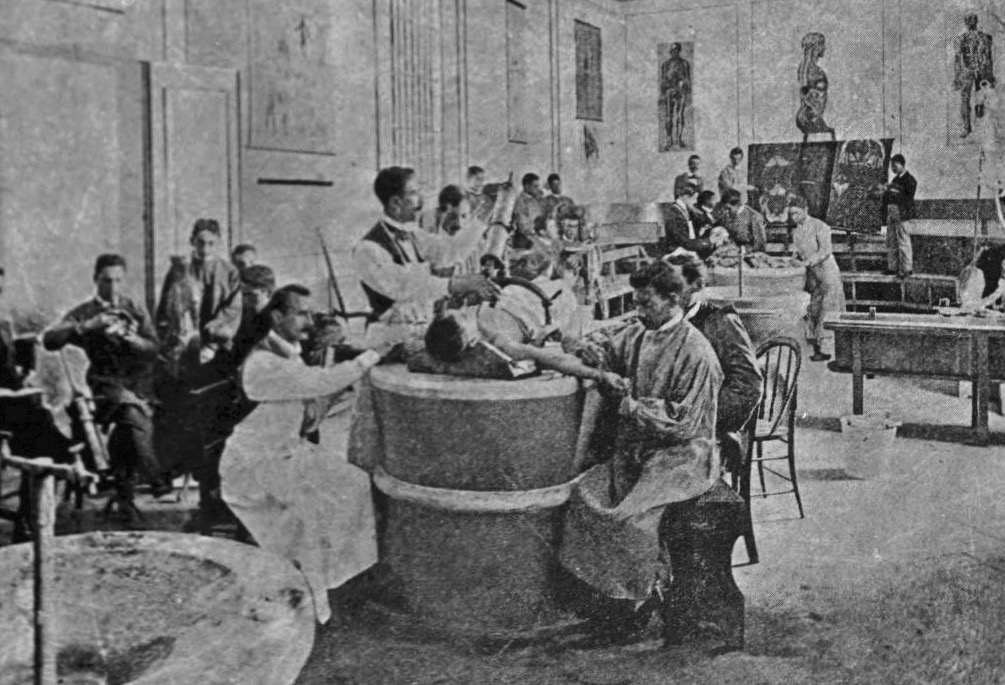
Clase de anatomía

Instalaciones de la Escuela Facultativa de Medicina y Farmacia en 1896

Fotografías de Alberto G. Valdeavellano
En 1918 se suspendieron las actividades docentes temporalmente debido a que el edificio de la facultad fue destruido por los terremotos de 1917-18, mientras que el del Hospital General San Juan de Dios quedó seriamente dañado. Posteriormente, en ese mismo año, la Universidad fue reestructurada y pasó a ser la Universidad de Guatemala «Manuel Estrada Cabrera», en honor al presidente de Guatemala de entonces, licenciado Manuel Estrada Cabrera, quien había estado en el poder desde 1898.

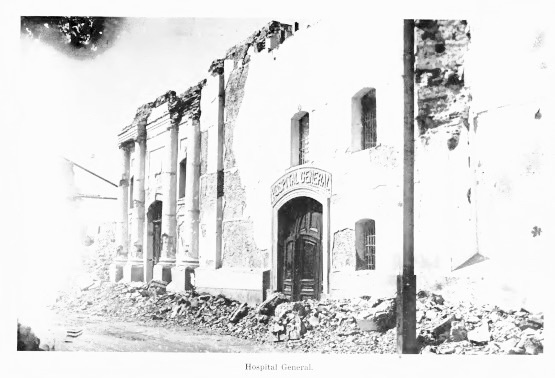
Daños al Hospital San Juan de Dios
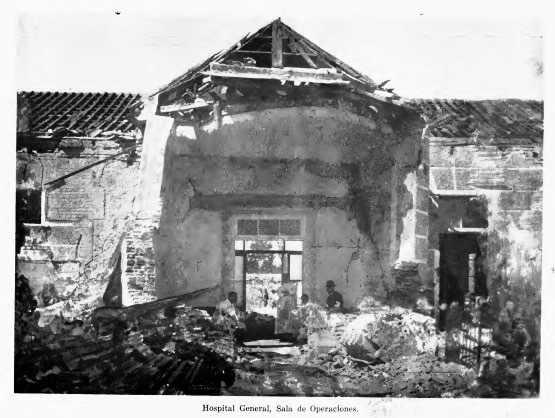
Otra ala del hospital totalmente destruida.
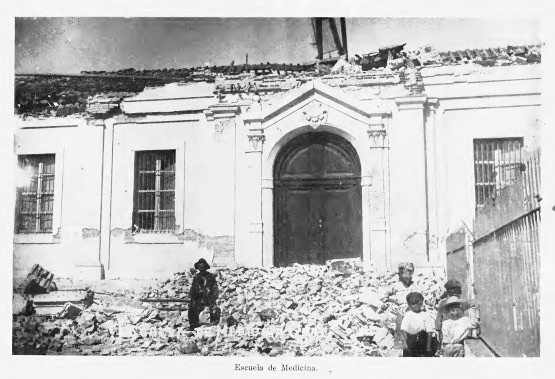
Así quedó la Facultad de Medicina tras los terremotos.

Los estudiantes de medicina fueron partícipes de las juventudes unionistas que al principio de 1920 trabajaron junto con el Partido Unionista de los conservadores guatemaltecos para derrocar al presidente Estrada Cabrera, lo que consiguieron finalmente tras los recios combates de la Semana Trágica de 1920. Posteriormente, fueron parte activa de las actividades de la Huelga de Dolores de la nuevamente llamada Universidad Nacional de Guatemala, las que se reiniciaron ese mismo año, formando la primera época de oro de esa actividad universitaria. Las actividades de la Huelga fueron bien recibidas por la ciudadanía guatemalteca y fueron tolerada por el gobierno del ciudadano Carlos Herrera y Luna y de los generales José María Orellana y Lázaro Chacón. Este último construyó los edificios de la Facultad de Medicina y del Paraninfo Universitario en el solar que ocuparon a pocos metros del Hospital General San Juan de Dios. Tras la muerte de Chacón se inició el régimen del general Jorge Ubico, quien porhibió nuevamente el jolgorio universitario y eliminó la autonomía que tenía la universidad de elegir a sus autoridades, por lo que la Universidad Nacional pasó nuevamente a ser una dependencia del secretario del despacho de Instrucción Pública del gobierno.

### Quinta época: Autonomía universitaria y Universidad de San Carlos
A partir de 1944 se inicia la autonomía de la Universidad de San Carlos y con ella la modificación de la política educativa que prevalecía, participan en el gobierno facultativos estudiantes y egresados profesionales, se organiza un plan de estudios con visión modernista, se plante la necesidad del servicio social médico rural. 

### Junta Directiva del IGSS
La Junta Directiva del Instituto Guatemalteco de Seguridad Social está conformada de la siguiente forma:
| Cargo                  | Nombrado por                                                  |
| ---------------------- | ------------------------------------------------------------- |
| Presidente             | Organismo Ejecutivo                                           |
| Primer vicepresidente  | Junta Monetaria del Banco de Guatemala                        |
| Segundo vicepresidente | Consejo Superior de la Universidad de San Carlos de Guatemala |
| Vocal                  | Colegio de Médicos y Cirujanos de Guatemala                   |
| Vocal                  | Nombrado por los patronos                                     |
| Vocal                  | Nombrado por los Trabajadores                                 |
| Secretario             | N/A                                                           |

El representante del Consejo Superior Universitario ha sido históricamente el Decano de la Facultad de Ciencias Médicas, pero debido a los millonarios contratos que se manejan en el IGSS, la posición del decano de la Facultad se convirtió en un apetecido puesto administrativo.

### Segunda mitad delsigloXX
En 1957 se institucionalizó el internado rotatorio y los convenios bilaterales entre los hospitales estatales y la Facultad de Medicina.
En noviembre de 1968 la Junta Directiva de la Facultad aprobó el diseño general del nuevo plan de estudios; el nuevo currículo presentó la división administrativa en cuatro fases y comprendía tres áreas de integración horizontal: ciencias biológicas, ciencias clínicas y ciencias de la conducta. 
En 1975 se inicia el estudio por unidades integradas. En 1979 se cambia la enseñanza a módulos. Durante los años 90 se continua con la reordenación del pensum de estudios y la organización de contenidos.
En 2003 se inició el proceso de Readecuación Curricular para el Aprendizaje por Competencias Profesionales, mismo que modifica el sistema de Fases al de Niveles de Formación Profesional.

### Caso IGSS-Pisa

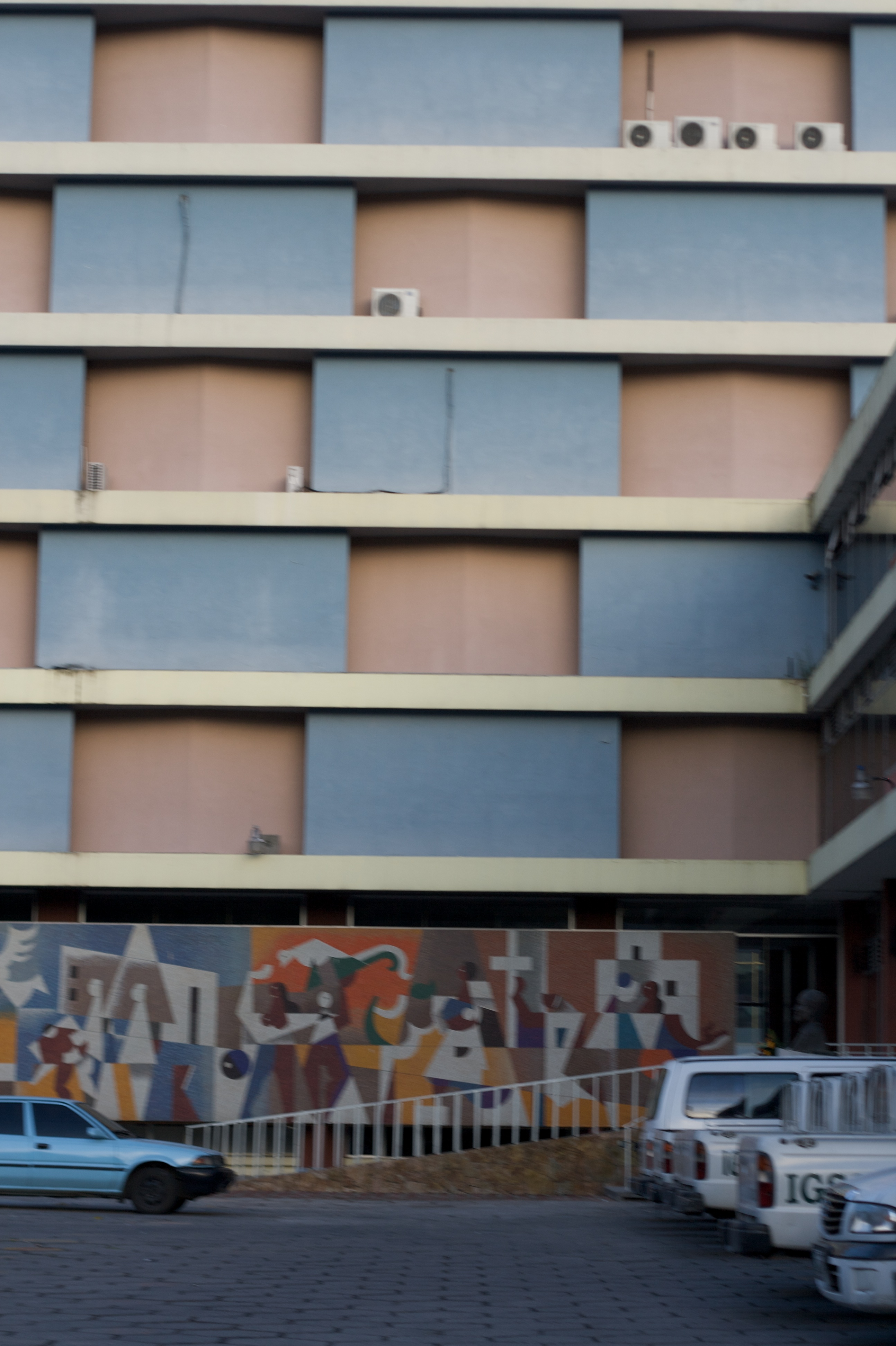
Vista parcial de las oficinas centrales del Instituto Guatemalteco de Seguridad Social en el Centro Cívico de la Ciudad de Guatemala.

El Instituto Guatemalteco de Seguridad Social adjudicó el 20 de diciembre de 2014 un contrato superior a los ciento dieciséis millones de quetzales a la droguería mexicana Pisa, la que a su vez subcontrató a un sanatorio privado para tratar a quinientos treinta enfermos renales, ya que no tenía capacidad para hacerlo en sus instalaciones. El convenio era proporcionar a los afiliados diálisis peritoneal en forma continua, o ambulatoria o en la unidad de consulta externa.
El miércoles 25 de febrero de 2015, la organización popular «Acción Ciudadana» (AC) calificó como lesivo dicho contrato ya que la adjudicación se otorgó a la empresa que ofertó un menor costo, pero que en realidad no tenía la capacidad para atender a los enfermos que requerían los servicios de diálisis peritoneal. La firma Baxter, que perdió la licitación, era la que en los últimos seis años suministró diálisis a los afiliados del Seguro Social que padecen de los riñones; el servicio era satisfactorio ya que llevaba medicamentos y el servicio viviendas de los enfermos si era necesario.
Estos son, entre otros, los factores negativos del caso tanto en lo relativo a Pisa como el sanatorio particular subcontratado:
- No contaba con una sala específica para tratar a los pacientes.
- No tenía personal para atender y recibir a los que requerían tratamiento.
- No llevaban control de citas con carné u otro tipo de sistema.
- Los medicamentos que se recetaban no eran los mismos que los pacientes habían estado recibiendo con la empresa Baxter.[20]

El 20 de mayo de 2015 se descubrió el caso de corrupción de la junta directiva del Instituto Guatemalteco de Seguridad Social cuyos integrantes fueron capturados por supuestas anomalías en un contrato que el seguro social firmó con la empresa farmacéutica PISA, por medio de la cual se brindaron servicios a pacientes con enfermedades renales y que es acusada de causar la muerte de varios pacientes por las deficiencias en el tratamiento, falta de limpieza e insuficiencia de las instalaciones. El decano de la Facultad de Medicina, Jesús Arnulfo Oliva Leal, estuvo entre los capturados, ya que era el segundo vicepresidente de la Junta Directiva del IGSS nombrado por el Consejo Superior Universitario de la Universidad de San Carlos de Guatemala.
Según la investigación, los detenidos se concertaron «con el ánimo de obtener beneficios económicos ilícitos a cambio de la adjudicación de un contrato millonario a la Empresa PISA, que no llenaba los requisitos, ni contaba con estructura básica para brindar el servicio a pacientes renales del Instituto Guatemalteco de Seguridad Social» y se habrían quedado con el quince por ciento del total del monto del contrato. Los investigadores determinaron que la junta directiva del IGSS integró la junta de licitaciones de una forma «ligera y descuidada», con personas que no tenían la aptitud suficiente para abordar las propuestas que se hicieron; además, los miembros de la Junta Directiva del IGSS fueron sindicados de fraude, pues en la sesión ordinaria del 4 de noviembre de 2014 aprobaron por unanimidad la adjudicación luego de analizar lo actuado. Entre los miembros de la junta directiva del IGSS capturados estaba también Julio Roberto Suárez Guerra, presidente del Banco de Guatemala, por delito de fraude.
La fiscal general de Guatemala, Thelma Aldana, dijo que se está investigando si hubo negligencia médica en este caso ya que hubo varias denuncias recibidas de los familiares de los pacientes que fallecieron supuestamente a causa del tratamiento deficiente que recibieron con la empresa PISA; el 13 de mayo de 2015 el procurador general de los Derechos Humanos, Jorge Eduardo de León Duque, presentó una denuncia por siete casos por muerte de pacientes.

## Sede

### Campus Central
La sede central de la Facultad de Ciencias Médicas está ubicada el Centro Universitario Metropolitano, CUM, en la 9.ª Avenida 9-45 zona 11 de la Ciudad de Guatemala, el cual es compartido con la Escuela de Psicología. La facultad ocupa los edificios B, C y D.

### Centros Regionales
Además, la facultad como parte de los procesos de decentralización actualmente cuenta con presencia en los siguientes Centros Regionales Universitarios:
- Centro Universitario de Oriente (CUNORI)
- Centro Universitario de Occidente (CUNOC)
- Centro Universitario del Norte, (CUNOR)
- Centro Universitario del Sur, (CUNSUR)
- Centro Universitario de San Marcos, (CUSAM)
- Centro Universitario de Petén (CUDEP)
- Centro universitario de Noroccidente, (CUNOROC)

## Programas de Estudio

### Grado
La Facultad a nivel de grado desarrolla la carrera de Médico y Cirujano, el plan de estudios tiene una duración de seis años con régimen anual, los cuales se dividen en tres niveles:
- Nivel Básico: comprende los primeros tres años.
- Nivel Específico: comprende el cuarto y quinto años.
- Nivel Profesional que comprende el último año de la carrera.

| Nivel             | Listado |
| ----------------- | --- |
| Especializaciones | - Cirugía General - Ginecología - Radiología e Imágenes Diagnósticas - Reumatología - Cardiología - Gastroenterología y Endoscopía Digestiva - Medicina Interna - Neurocirugía - Neurología de Adultos - Traumatología y Ortopédia - Neurología Pedíatrica - Neurofisiología Clínica - Neonatología - Patología - Medicina Física y Rehabilitación - Urología |
| Maestría          | - Anestesiología - Cirugía General - Neurocirugía - Ciencias Forenses - Infectología de Adultos - Nefrología de Adultos - Cirugía Oncológica - Otorrinolaringología - Medicina Crítica y Cuidados Intensivos - Salud Pública - Psiquiatría - Pediatría - Ginecología y Obstetricia - Radiología e Imágenes Diagnósticas - Medicina Interna - Neonatología     |
| Doctorado         | - Doctorado en Salud Pública |